# جاده ئی۷۵۱ اروپا
جاده ئی۷۵۱ اروپا (به انگلیسی: European route E751) یکی از جاده‌های درجه ۲ قاره اروپا است.
این جاده از شهر رییکا (کرواسی) شروع شده و در شهر کوپر (اسلوونی) به پایان می‌رسد.